# Hrabstwo Caroline (Maryland)

Piramida wieku hrabstwa

Hrabstwo Caroline (ang. Caroline County) to hrabstwo w amerykańskim stanie Maryland. Hrabstwo zajmuje powierzchnię całkowitą 844,49 km² i według szacunków US Census Bureau w roku 2006 liczyło 32 617 mieszkańców. Siedzibą hrabstwa jest miejscowość Denton.

## Historia
Hrabstwo Caroline powstało w 1773 roku z części hrabstw Dorchester i Queen Anne’s. Nazwa hrabstwa pochodzi od imienia Caroline Eden, żony Roberta Edena, ostatniego kolonialnego gubernatora Maryland, córki piątego barona Baltimore, Charlesa Calverta, i siostry szóstego barona Baltimore, Fredericka Calverta.

## Geografia
Hrabstwo Caroline położone jest w całości na półwyspie Delmarva. Zajmuje powierzchnię całkowitą 844,49 km², z czego 829,16 km² stanowi powierzchnia lądowa a 15,33 km² (1,8%) powierzchnia wodna. Najwyższy punkt w hrabstwie ma wysokość 24 m n.p.m., zaś najniższy punkt położony jest na poziomie morza w zatoce Chesapeake.

### Miasta
- Denton
- Federalsburg
- Goldsboro
- Greensboro
- Henderson
- Hillsboro
- Marydel
- Preston
- Ridgely

### CDP
- Choptank
- Williston
- West Denton

## Demografia
Według szacunków US Census Bureau w roku 2006 hrabstwo Caroline liczyło 32 617 mieszkańców.